# Kirkby Ireleth
Kirkby Ireleth – civil parish w Anglii, w Kumbrii, w dystrykcie (unitary authority) Westmorland and Furness. W 2001 miejscowość liczyła 1247 mieszkańców. W granicach civil parish Kirkby-in-Furness i Soutergate.